# Maeba
| Оценки критиков  | Оценки критиков |
| Источник         | Оценка          |
| ---------------- | --------------- |
| All Music Italia | [ 1 ]           |
| FareMusic        | [ 2 ]           |
| Panorama         | без оценки      |
| Rockol           | 8/10            |
| Rolling Stone    | [ 5 ]           |
| Zon              | без оценки      |

Maeba — семьдесят четвёртый студийный альбом итальянской певицы Мины, выпущенный в 2018 году на лейбле PDU.

## Об альбоме
После выхода дуэтного альбома Le migliori с Адриано Челентано в 2016 году Мина вернулась в 2018 году с Maeba, её первым сольным студийным альбомом со времён Selfie в 2014 году. На обложке певица изображена как инопланетянка, образ уже использовался в качестве голограммы во время финала фестиваля Сан-Ремо 2018 года, а похожий также на обложке альбома Мины Piccolino 2011 года. Альбом включает в себя 12 треков и один скрытый трек в CD-версии. Сын Мины, Массимилиано Пани, спродюсировал и аранжировал все песни. В жанровом отношении альбом разнообразен: начиная от ритм-энд-блюза до электроники и заканчивая от рока до джаза. Альбом также содержит песни, исполняемые на трех языках: итальянском, английском и неаполитанском. Он был записан студии PDU в Лугано.

## Список композиций
| №                   | Название                                  | Автор(ы)                                      | Длительность |
| ------------------- | ----------------------------------------- | --------------------------------------------- | ------------ |
| 1.                  | «Volevo scriverti da tanto»               | Мария Франческа Полли, Морено Фаррара         | 4:27         |
| 2.                  | «Il mio amore disperato»                  | Паоло Лимити, Альберто Анелли                 | 3:36         |
| 3.                  | «Ti meriti l’inferno»                     | Федерико Спаньоли                             | 4:34         |
| 4.                  | «Il tuo arredamento»                      | Зорама Мариано Рного                          | 4:59         |
| 5.                  | «Argini»                                  | Марко Чапелли, Франческо Сиьери, Леле Фонтана | 4:32         |
| 6.                  | «Last Christmas»                          | Джордж Майкл                                  | 3:25         |
| 7.                  | «’A minestrina» (совместно с Паоло Конте) | Паоло Конте                                   | 3:17         |
| 8.                  | «Heartbreak Hotel»                        | Мэй Борен Экстон, Томас Дурден, Элвис Пресли  | 2:22         |
| 9.                  | «Al di là del fiume»                      | Джорджо Калабрезе, Франко Серафини            | 3:25         |
| 10.                 | «Troppe note»                             | Виола Серафини, Франко Серафини               | 4:06         |
| 11.                 | «Ci vuole un po’ di R’n’R»                | Андреа Мингарди, Маурицио Тирелли             | 3:18         |
| 12.                 | «Un soffio»                               | Лука Рагаццини, Давиде Дилео                  | 4:14         |
| Общая длительность: | Общая длительность:                       | Общая длительность:                           | 46:15        |

| №   | Название             | Автор(ы)                                 | Длительность |
| --- | -------------------- | ---------------------------------------- | ------------ |
| 13. | «Another Day of Sun» | Бендж Пасек, Джастин Пол, Джастин Гурвиц | 3:05         |

## Чарты

### Еженедельные чарты
| Чарт (2018)                     | Высшая позиция |
| ------------------------------- | -------------- |
| Италия (Classifica album)       | 1              |
| Италия (Classifica vinili)      | 1              |
| Швейцария (Schweizer Hitparade) | 35             |

### Годовые чарты
| Чарт (2018)                | Позиция |
| -------------------------- | ------- |
| Италия (Classifica album)  | 50      |
| Италия (Classifica vinili) | 16      |

## Сертификации и продажи
| Регион                                                       | Сертификация | Продажи |
| ------------------------------------------------------------ | ------------ | ------- |
| Италия (FIMI)                                                | Золотой      | 25 000  |
| * Данные о продажах приведены только на основе сертификации. |              |         |